# Владимир Стойкович
Владимир Стойкович (на сръбски: Владимир Стојковић) е сръбски футболист, вратар на ФК Партизан. Има 84 мача за националния отбор на Сърбия. Играл в повечето големи шампионати, Стойкович е защитавал цветовете на тимове като Нант, Спортинг Лисабон, Хетафе. Освен това е пазил за двата гранда на сръбския футбол Цървена звезда и Партизан.
Брат му Владан също е играл като вратар, а племенникът на Стойкович, също Владимир, е вратар на Спортинг Лисабон Б.

## Клубна кариера
Юноша е на местния ФК Лозница. През 2001 г. подписва професионален договор с Цървена звезда. Младият Владимир обаче не успява да измести от титулярното място Владимир Дишленкович и записва само 2 мача за 2 сезона. През 2003 г. е даден под наем на босненския Леотар, където става титуляр под рамката. Владимир обаче напуска клуба след двумесечен престой и неплатени заплати.
В началото на 2004 г. преминава във ФК Земун и помага на тима да завърши на пето място в шампионата през сезон 2004/05. През лятото на 2005 г. се завръща в Звезда и става титуляр под ръководството на Валтер Дзенга. Звездашите печелят първенството и купата на страната и играят в груповата фаза на Купата на УЕФА. След силни изяви на вратата на Звезда Владимир е продаден на френския Нант за 3 млн. евро. Стойкович започва като титуляр в Нант, но постепенно формата му спада и по време на зимната пауза стражът е даден под наем на Витес.
На 11 юли 2007 г. подписва със Спортинг Лисабон. Стойкович е привлечен за титулярен вратар, но силните изяви на младока Руи Патрисио го оставят извън състава. В началото на 2009 г. е даден под наем на Хетафе. В испанския клуб Владимир изиграва само 5 мача, поради конкуренцията на Якобо и Оскар Устари. Въпреки това, от Хетафе са доволни от изявите на сърбина и желаят да го закупят за постоянно, но Спортинг отказва.
През 2010 г. Владимир изкарва шестмесечен период под наем в Уигън Атлетик и записва 4 мача във Висшата лига.
На 27 август 2010 г. е даден под наем на Партизан. Трансферът е посрещнат яростно от привържениците на бившия тим на вратаря Цървена звезда, които дори заплашват със смърт доскорошния си любимец. По време на наема си Стойкович не играе в дербитата със Звезда. След като печели титлата и купата с Партизан, Владимир остава в тима на „гробарите“ за постоянно. Вратарят печели още два пъти титлата на Сърбия и играе в групите на Шампионската лига. На 11 август 2012 г. вкарва първия си гол, реализирайки дузпа срещу БСК Борча.
През 2014 г. преминава в гръцкия Ерготелис. След това пази два сезона за Макаби Хайфа, където печели купата на Израел през сезон 2015/16. От лятото на 2016 г. е вратар на Нотингам Форест в Чемпиъншип.

## Национален отбор
През 2006 г. е повикан в националния отбор на Сърбия и Черна гора за Световното първенство в Германия. Там Стойкович е трети вратар и не записва мач. След като треньор на отбора става Хавиер Клементе Владимир е избран за титуляр в отбора на Сърбия и пази по време на квалификациите за Евро 2008. През лятото на 2008 г. е капита на олимпийския тим на турнира в Пекин. През 2010 г. е титуляр за репрезентацията на световното първенство в ЮАР.
Има 72 мача за Сърбия, което го прави вратарят с най-много мачове за тима.

## Успехи
- Сръбска Суперлига – 2003/04, 2004/05, 2010/11, 2011/12, 2012/13
- Купа на Сърбия – 2001/02, 2003/04, 2010/11
- Купа на Португалия – 2007/08
- Суперкупа на Португалия – 2007, 2008
- Купа на Израел – 2015/16